# Radio Usach
Radio Universidad de Santiago más conocida como Radio Usach es una estación radial chilena ubicada en el 94.5 MHz del dial FM y 1240 kHz del dial AM (que esta duró hasta febrero de 2019) en Santiago de Chile. Fue inaugurada en 1959 y actualmente es la radio más antigua de Chile que tiene como misión transmitir y difundir programas académicos, artísticos y culturales.

## Historia
Radio Usach es inaugurada el 15 de junio de 1959 tanto en Santiago como en Valdivia, llamándose originalmente Radio Universidad Técnica del Estado. La primera directora de la radio fue María Teresa Femenías.
Durante la década de 1960 y 1970 la estación fue caracterizada por transmitir conocimiento de "alta cultura", como es la música clásica y noticias sobre ciencia y tecnología, esto dentro del marco del Chile revolucionario y socialista de la época. es en esta época que la estación tenía subsidiarias en las sedes regionales de la Universidad Técnica del Estado.
Durante el golpe de Estado en Chile de 1973 ocurrido el 11 de septiembre, a las 6:30 a. m. se anuncia que la estación ha sido clausurada, siendo que los estudios de la estación habían sido atacado por desconocidos usando ametralladoras. Ya en 1979, con el control militar sobre la universidad, uno de los programas que se transmiten por la radio es «La Semana del Arte».
En 1981 cambia su nombre a Radio Usach, además de ceder sus estaciones regionales. Para 1982 se transmitía el programa «Artes y Letras», que contó con invitados como Cedomil Goic y Fernando de Szyszlo. Es durante esta década que el escritor Cristián Huneeus dirige un programa en la radio. Entre 1985 y 1990 el artista Francisco Otta fue comentarista de arte en la radio.
En la década de 1990 se transmitía el programa A la hora del jazz, conducido por Hamilton Vega. Durante ese periodo de tiempo además retransmitía la señal de la BBC en español.
En 2007 era transmitido un programa llamado Tardes de Cultura, dirigido por la periodista Margarita Pastene.
En octubre de 2020 el sitio web de la radio se moderniza, incluyendo un sistema de reproducción en línea de las transmisiones de audio y señal de video en vivo. Además publicaron aplicaciones de la radio para Android e iOS.
Los estudios de Radio Usach se encuentran en el edificio que estaba destinado a albergar las instalaciones de UTE TV 11, proyecto de canal de televisión de la Universidad Técnica del Estado que no logró salir al aire en 1973 producto del golpe de Estado.